# Reinhardt Zudrop
Reinhardt Zudrop (* 29. Juni 1957) ist ein ehemaliger deutscher Offizier des Heeres der Bundeswehr, zuletzt im Dienstgrad eines Generalmajors. In seiner letzten Verwendung vom Juni 2016 bis März 2020 war er Kommandeur des Zentrums Innere Führung in Koblenz.

## Leben

### Militärische Laufbahn

#### Ausbildung und erste Verwendungen
Zudrop trat 1976 als Offizieranwärter beim Jägerbataillon 172 in Lübeck in den Dienst der Bundeswehr. Von 1977 bis 1981 absolvierte er an der Universität der Bundeswehr Hamburg ein Studium, welches er als Diplom-Kaufmann abschloss. Hiernach wurde Oberleutnant Zudrop bis 1985 als Zugführer und Nachrichtenoffizier (S2) im Jägerbataillon 522 in Fürstenau eingesetzt. 1985 übernahm Zudrop als Kompaniechef das Kommando über die 4. Kompanie des Panzergrenadierbataillons 53 in Fritzlar. Während dieser Verwendung wurde er zum Hauptmann befördert.

#### Dienst als Stabsoffizier
Von 1988 bis 1990 wurde Zudrop im Lehrgang General-/Admiralstabsdienst National (LGAN) an der Führungsakademie der Bundeswehr in Hamburg zum Offizier im Generalstabsdienst ausgebildet. Vor dem Lehrgang absolvierte er eine Sprachvorausbildung Spanisch. Nach dem LGAN wurde er zum Major befördert und 1990 nach Koblenz versetzt, wo er bis 1992 als Offizier für Militärisches Nachrichtenwesen (G2) und Sekretär der Arbeitsgruppe Heeresstruktur 5 im Stab des III. Korps unter dem Kommando der Generalleutnante Anton Steer und Peter Heinrich Carstens. Von 1992 bis 1993 absolvierte Zudrop den spanischen Generalstabslehrgang in Madrid und wurde hiernach zum Oberstleutnant befördert.
Zurück in Deutschland diente Zudrop im Auswärtigen Amt bis 1995 als Referent für Rüstungskontrolle und Abrüstung. 1995 wurde er nach Ahlen versetzt und übernahm dort das Kommando über das Panzergrenadierbataillon 192, welches er bis 1997 führte. Hiernach wurde er in das Bundesministerium der Verteidigung nach Bonn versetzt, wo er zunächst als Referent für Grundsätze der Rüstung im Führungsstab des Heeres (FüH II 4) diente. Nach einem Jahr wechselte er 1998 in das Referat Einsatzaufgaben Heer (FüH III 4) und arbeitete dort bis 2001 unter der Leitung des Chef des Stabes, Generalmajor Norbert van Heyst. 2001 wurde er nach Mönchengladbach versetzt, wo er für ein Jahr als Stabsoffizier 1 Planung Fire Coordination (FCOORD) im Hauptquartier des Allied Rapid Reaction Corps der NATO fungierte.
Im Jahre 2002 wurde Zudrop nach Koblenz in das Heeresführungskommando versetzt, wo er bis 2005 als Gruppenleiter G3 Planung, Einsatz, Organisation unter dem Kommando der Chefs des Stabes, der Brigadegenerale Roland Kather und Bruno Kasdorf diente. Zudrop verblieb im Heeresführungskommando und war 1995 Stabsoffizier zur besonderen Verfügung des Abteilungsleiters Einsatz (G3). Während dieser Zeit war er als Abteilungsleiter Militärisches Nachrichtenwesen (CJ2) im Stab der EUFOR eingesetzt, die in der Operation Althea in Bosnien-Herzegowina eingesetzt war.
2005 wurde Zudrop, inzwischen zum Oberst befördert, in das Bonner Bundesministerium der Verteidigung versetzt und diente dort bis 2007 als Referatsleiter Einsatz Heer im Führungsstab des Heeres (FüH III 4) unter dem Chef des Stabes, Generalmajor Volker Wieker. 2007 erfolgte die Versetzung nach Regensburg, wo Zudrop den Posten des Chefs des Stabes der Division Spezielle Operationen unter dem Kommando der Generalmajore Hans-Lothar Domröse und Hans-Werner Fritz übernahm. Während dieser Verwendung absolvierte Zudrop erneut einen Auslandseinsatz, diesmal im Rahmen der ISAF in Afghanistan, wo er von März bis zum 29. September 2010 als Kommandeur des Provincial Reconstruction Teams Kunduz diente. Den Posten des Chefs des Stabes gab Zudrop im Herbst 2010 an Oberst i. G. Frank Schlösser ab.

### Dienst als General
Am 11. November 2010 übernahm Zudrop in Oldenburg von Brigadegeneral Frank Leidenberger das Kommando über die Luftlandebrigade 31 und wurde zum Brigadegeneral befördert. Im Mai 2013 übergab er das Kommando wieder und war anschließend stellvertretender Kommandeur der Division Spezielle Operationen und Standortältester des Standorts Stadtallendorf.
Zum Oktober 2014 wechselte Zudrop in das Kommando Heer nach Strausberg und wurde Abteilungsleiter Einsatz. Im Juni 2016 trat er seine letzte Verwendung als Kommandeur des Zentrums Innere Führung in Koblenz an. Am 27. März 2020 übergab er das Kommando an seinen Nachfolger, André Bodemann, und wurde in den Ruhestand versetzt.

### Privates
Zudrop ist mit Martina, der Tochter des ehemaligen Bundesaußenministers Hans-Dietrich Genscher (FDP), verheiratet und hat zwei Kinder.

## Auszeichnungen
- Ehrenkreuz der Bundeswehr in Gold (1996)
- Einsatzmedaille der Bundeswehr in Bronze für den EUFOR-Einsatz (2005)
- Médaille de la Défense nationale in Gold der Französischen Republik (2006)
- Einsatzmedaille der Bundeswehr in Bronze für den ISAF-Einsatz (2010)
- NATO-Einsatzmedaille Non Artikel Five für den ISAF-Einsatz (2010)